# Vlag van Río Negro (Argentinië)

Vlag van Río Negro

De vlag van Río Negro is in 2009 is gemaakt voor de Argentijnse provincie Río Negro. Het werd gemaakt door middel van een wedstrijd, geselecteerd uit 164 projecten, en officieel gemaakt door de provinciale wetgevende macht op 4 juni 2009.

## Symboliek
Het bestaat uit drie strepen, de eerste blauw, de middelste wit en de onderste groen, met een zwart kanton in de linkerbovenhoek met daarin dertien sterren gerangschikt in een omtrek.
Volgens de auteur symboliseren de 13 sterren de afdelingen van de provincie, het blauw van de bovenste band staat voor gerechtigheid, waterbronnen zoals meren in de bergen, rivieren en irrigatiekanalen; het centrale wit, de vereniging van alle kleuren en het groen van de onderste strook, de hoop en rijkdom van de aarde. Het zwarte kanton verwijst naar de rivier die zijn naam aan de provincie geeft.

## Voorgaande vlag
Naast de verwijzing naar de vlag van het koninkrijk Araucanía, vallen de horizontale strepen samen met een provinciaal logo uit 2005, geïnspireerd op het provinciale schild, met het silhouet van de Comahue-indiaan omlijst met blauwe en groene strepen. Dit logo werd in 2007 geïnterpreteerd als een onofficiële vlag, met de dertien sterren eromheen. Door het huidige ontwerp te winnen, werd hij beschuldigd van plagiaat van deze vermeende reeds bestaande banner.

## Verwante afbeeldingen

Vlag van het Koninkrijk Araucanië en Patagonië of Nieuw-Frankrijk. (1861)
Vlag gebaseerd op een logo, vermoedelijk genomen als basis van het huidige ontwerp.